# アラプール
アラプール（Ullapool、[ˈʌləpuːl]; スコットランド・ゲール語: Ulapul, [ˈuɫ̪apʰuɫ̪]）は、スコットランドの町。ハイランド地方ロスシャーにあり、人口は1,500人程度。
小さな町ではあるが、周辺地域一帯では最大の町であり、スコットランドにおける国内旅行先としてメジャーな存在でもある。北大西洋海流が通っており、温暖な気候をもたらしている。数本のニオイシュロラン（もしくはニュージーランドキャベツヤシ）が町の中にあり、よくヤシに間違われる。

## 歴史
アラプールは、ニシン漁の拠点港として、1788年にハイランド北西部ブルーム湾の東海岸に当時のイギリス漁業協会（British Fisheries Society）によって建設された。設計は土木技師トーマス・テルフォードが手がけている。この港は今も町の端にあり、釣り船やヨットが停泊するほか、フェリーポートとしてアウター・ヘブリディーズ諸島ルイス島のストーノーウェイ行きフェリーが就航している。
アラプールは歴史的 (Historic counties of Scotland) には、ロスシャー北部の中のいくつかの地域から構成されたかつてのクロマティーシャーに属していた。1890年にクロマティーシャーは廃止され、取り囲んでいたロスシャーに統合された。
ヴィクトリア朝におけるプレートテクトニクスの概念の発展に貢献する多くの重要な発見がこの地域でされており、いまもなお国際的な地質学会が定期的に開かれている。
1890年代には、イギリスの議会がアラプールを始発点としてギャーヴ経由でハイランドの主な町を結ぶ鉄道の敷設を許可しているが、資金不足のため計画は断念された。

## 気候
アラプールは海洋性気候であり、1年を通じて穏やかな気温である。
| アラプール(1981年-2010年、海抜1m地点における平均値)の気候 | アラプール(1981年-2010年、海抜1m地点における平均値)の気候 | アラプール(1981年-2010年、海抜1m地点における平均値)の気候 | アラプール(1981年-2010年、海抜1m地点における平均値)の気候 | アラプール(1981年-2010年、海抜1m地点における平均値)の気候 | アラプール(1981年-2010年、海抜1m地点における平均値)の気候 | アラプール(1981年-2010年、海抜1m地点における平均値)の気候 | アラプール(1981年-2010年、海抜1m地点における平均値)の気候 | アラプール(1981年-2010年、海抜1m地点における平均値)の気候 | アラプール(1981年-2010年、海抜1m地点における平均値)の気候 | アラプール(1981年-2010年、海抜1m地点における平均値)の気候 | アラプール(1981年-2010年、海抜1m地点における平均値)の気候 | アラプール(1981年-2010年、海抜1m地点における平均値)の気候 | アラプール(1981年-2010年、海抜1m地点における平均値)の気候 |
| 月                                                        | 1月                                                       | 2月                                                       | 3月                                                       | 4月                                                       | 5月                                                       | 6月                                                       | 7月                                                       | 8月                                                       | 9月                                                       | 10月                                                      | 11月                                                      | 12月                                                      | 年                                                        |
| --------------------------------------------------------- | --------------------------------------------------------- | --------------------------------------------------------- | --------------------------------------------------------- | --------------------------------------------------------- | --------------------------------------------------------- | --------------------------------------------------------- | --------------------------------------------------------- | --------------------------------------------------------- | --------------------------------------------------------- | --------------------------------------------------------- | --------------------------------------------------------- | --------------------------------------------------------- | --------------------------------------------------------- |
| 平均最高気温 °C （°F）                                    | 5.1 (41.2)                                                | 5.5 (41.9)                                                | 7.0 (44.6)                                                | 10.0 (50)                                                 | 13.4 (56.1)                                               | 15.3 (59.5)                                               | 17.2 (63)                                                 | 16.6 (61.9)                                               | 14.4 (57.9)                                               | 10.8 (51.4)                                               | 7.5 (45.5)                                                | 5.2 (41.4)                                                | 10.67 (51.2)                                              |
| 平均最低気温 °C （°F）                                    | −1.2 (29.8)                                               | −1.1 (30)                                                 | 0.2 (32.4)                                                | 1.6 (34.9)                                                | 3.9 (39)                                                  | 7.1 (44.8)                                                | 9.1 (48.4)                                                | 8.8 (47.8)                                                | 6.6 (43.9)                                                | 4.0 (39.2)                                                | 1.3 (34.3)                                                | −1.4 (29.5)                                               | 3.24 (37.83)                                              |
| 雨量 mm （inch）                                          | 236.3 (9.303)                                             | 164.0 (6.457)                                             | 175.3 (6.902)                                             | 94.0 (3.701)                                              | 87.7 (3.453)                                              | 85.7 (3.374)                                              | 98.2 (3.866)                                              | 103.5 (4.075)                                             | 150.3 (5.917)                                             | 199.5 (7.854)                                             | 191.8 (7.551)                                             | 180.5 (7.106)                                             | 1,766.8 (69.559)                                          |
| 平均降雨日数 （≥1 mm）                                    | 19.7                                                      | 17.0                                                      | 20.4                                                      | 16.0                                                      | 14.7                                                      | 14.2                                                      | 14.9                                                      | 16.5                                                      | 17.4                                                      | 20.1                                                      | 19.2                                                      | 17.2                                                      | 207.3                                                     |
| 平均月間日照時間                                          | 26                                                        | 54                                                        | 85                                                        | 134                                                       | 186                                                       | 151                                                       | 127                                                       | 125                                                       | 96                                                        | 66                                                        | 34                                                        | 21                                                        | 1,105                                                     |
| 出典1：                                                   |                                                           |                                                           |                                                           |                                                           |                                                           |                                                           |                                                           |                                                           |                                                           |                                                           |                                                           |                                                           |                                                           |
| 出典2：                                                   |                                                           |                                                           |                                                           |                                                           |                                                           |                                                           |                                                           |                                                           |                                                           |                                                           |                                                           |                                                           |                                                           |

## 地形

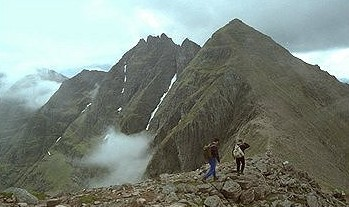
アン・テラッハ（:en:An Teallach）の2つの峰、スガー・フィオナ（Sgurr Fiona）とコーラック・ボー（Corrag Bhuidhe）

アラプール周辺は、西のベン・ゴーブラッハ（Bheinn Ghobblach）、南西にあるアン・テラッハ、南東にありブルーム湾の湾奥も近いベイン・ディアーグ、北にあるベン・モア・コイガを代表とする起伏の多い山々に囲まれている。
アン・テラッハは一帯を見下ろす大きな山であり、ほぼ水平に横たわったトリドン系砂岩 (Torridonian sandstone) で構成されている。登山自体は難しいものではないが、一番近い道路から数マイルあるため、上り坂に入るまでに長いトレッキングが必要となる。歩いて来た人間は、西に臨む海と島々、それと対照的な南側の人気のない荒野といった、周囲の壮大な景観という恩恵を受ける。

## 文化

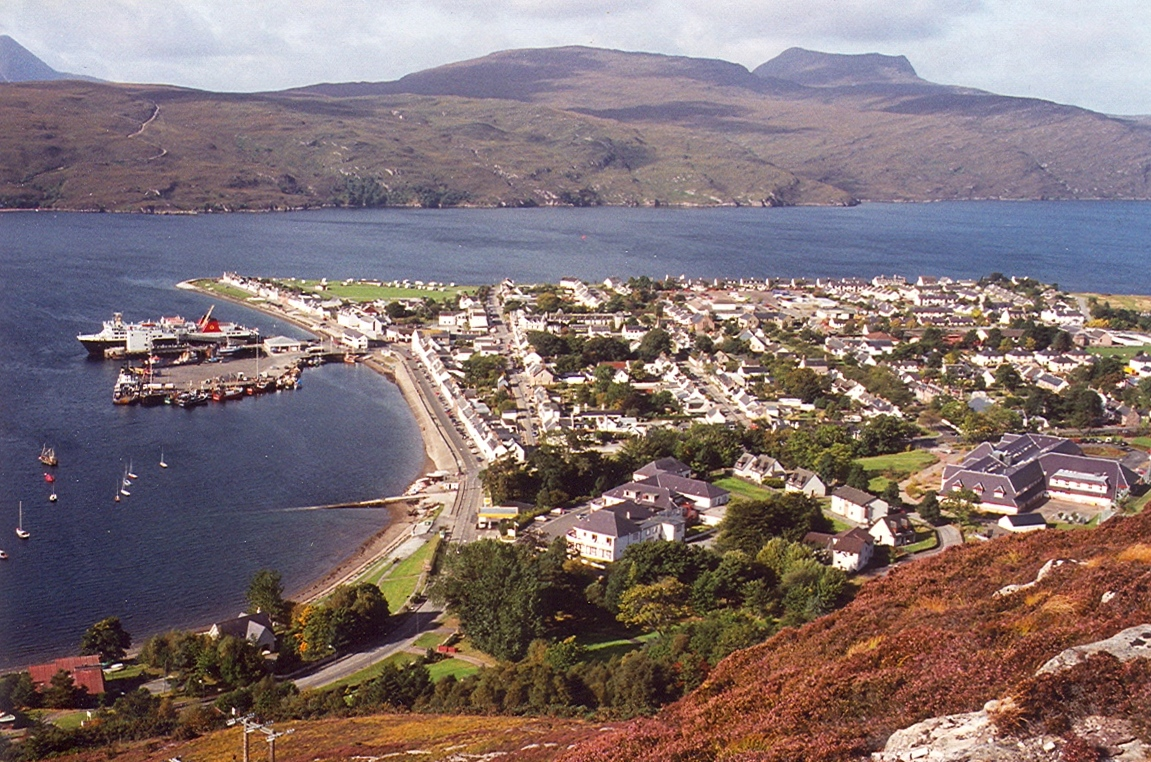
近くの丘(Maol Calaisceig)からのアラプール全景

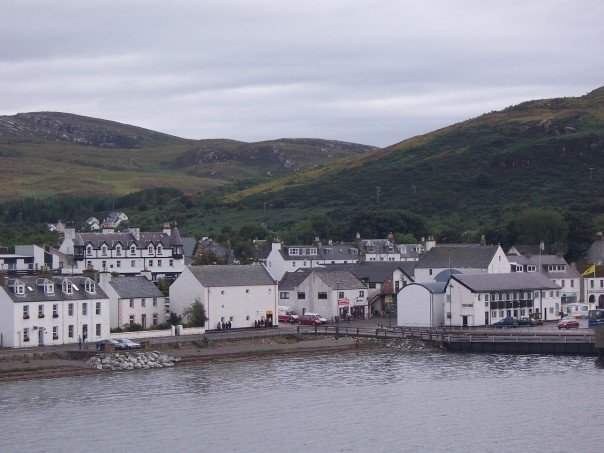
アラプール

アラプールは、音楽、芸術、演技の中心として定評がある。
町には、旧テルフォード教会（Telford Church）に設置されている小さな博物館、アン・タラ・ソラス（An Talla Solais、美術展が開かれたり講習会場にもなるギャラリー (arts centre) ）、プールやフィットネスクラブ、そして何軒かのパブ、B&B、レストラン、ホテルがある。イギリスの奥地でありながら旅行者を惹きつけ、ウォーキング愛好家や野生動物愛好家が集まってくる。
毎年5月には3日間にわたって、スコットランド・ゲール語と英語双方の様々な領域の作家や作品を集めたアラプール・ブック・フェスティヴァル（Ullapool Book Festival）が開催される。マクファイル・センター（Macphail Centre）には劇場があり、音楽やダンス、舞台作品の定期公演を主催している。その多くはスコットランド全土で活動する団体であるが、いくつかはより小規模な団体であったりエディンバラ・フェスティバル・フリンジの出演団体であったりもする。どの週でも、たくさんのイベントがヴィレッジ・ホール（Village Hall）や他の会場にあふれているのがよく見られる。
2011年7月、トールシップがアラプールに入港した際は、周辺地域一帯で盛り上がった。
アラプールは、シンティ（ハーリングに似たスコットランド独自の競技）のチーム、ロッホブルーム・カメノホ (Lochbroom Camanachd) の本拠地である。

### 音楽

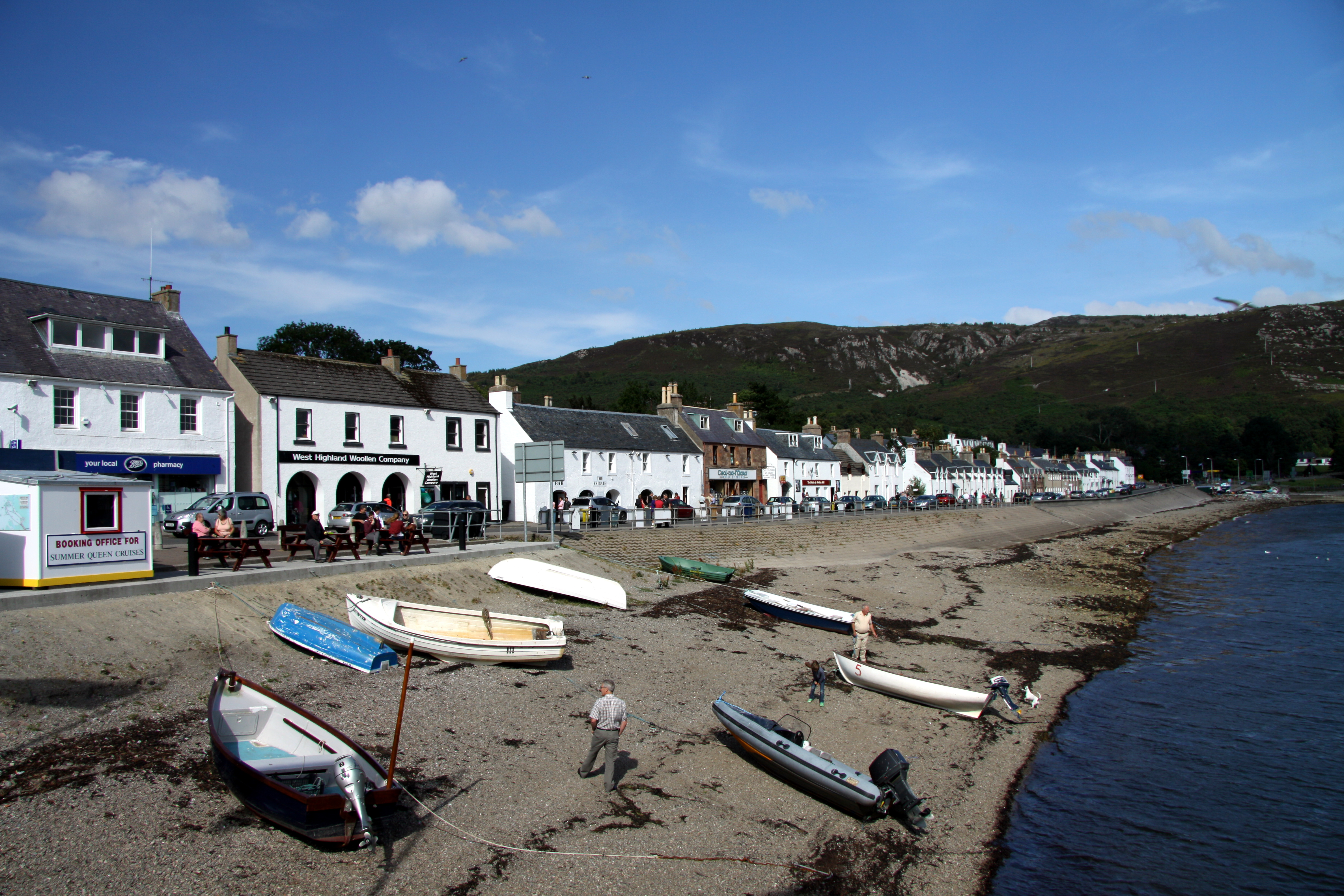
アラプールのメインストリート

1年を通じてたくさんの小規模なフェイシュ（ケルト文化の祭り）や音楽祭が地元の多目的ホールやホテル、特にケーリー・プレイス（Ceilidh Place）とアーチ・イン（Arch Inn）で開催されている。 
アラプール・ギター・フェスティバル（Ullapool Guitar Festival）は毎年10月初めに開催され、開催期間の週末を通じて何か所かの会場で高いクォリティの音楽が楽しめる。
2005年にアメリカのロックグラスバンド、ヘイシード・ディキシーと地元の発起人ロバート・ヒックス（Robert Hicks）によって始められたルーパルー・フェスティバルは定着してこの地域を代表する毎年恒例のイベントになっており、期間中は町の人口が普段の2倍以上になる。2007年には、ザ・ソー・ドクターズやドレッドゾーン、フランツ・フェルディナンドが第2夜の主役を飾った。地元のバーでは同時開催のイベントが行われている。
ザ・ピジョン・ディテクティヴズはヴィレッジ・ホールで公演を行っている。また、エイミー・マクドナルドが2008年に、パオロ・ヌティーニが2007年に、それぞれケーリー・プレイスで公演を行っている。そのほか、マムフォード・アンド・サンズも今までに2度、アラプールで公演を行っている。
アラプールはロッホブルームFM (Lochbroom FM) の名称で独自のラジオ局を開設している。周波数は102.2 MHzおよび96.8 MHz、番組の多くは南西スカイ島との中間に位置するゲイロッホのトゥー・ロッホズ・ラジオ (Two Lochs Radio) から提供を受けている。

## 大衆文化

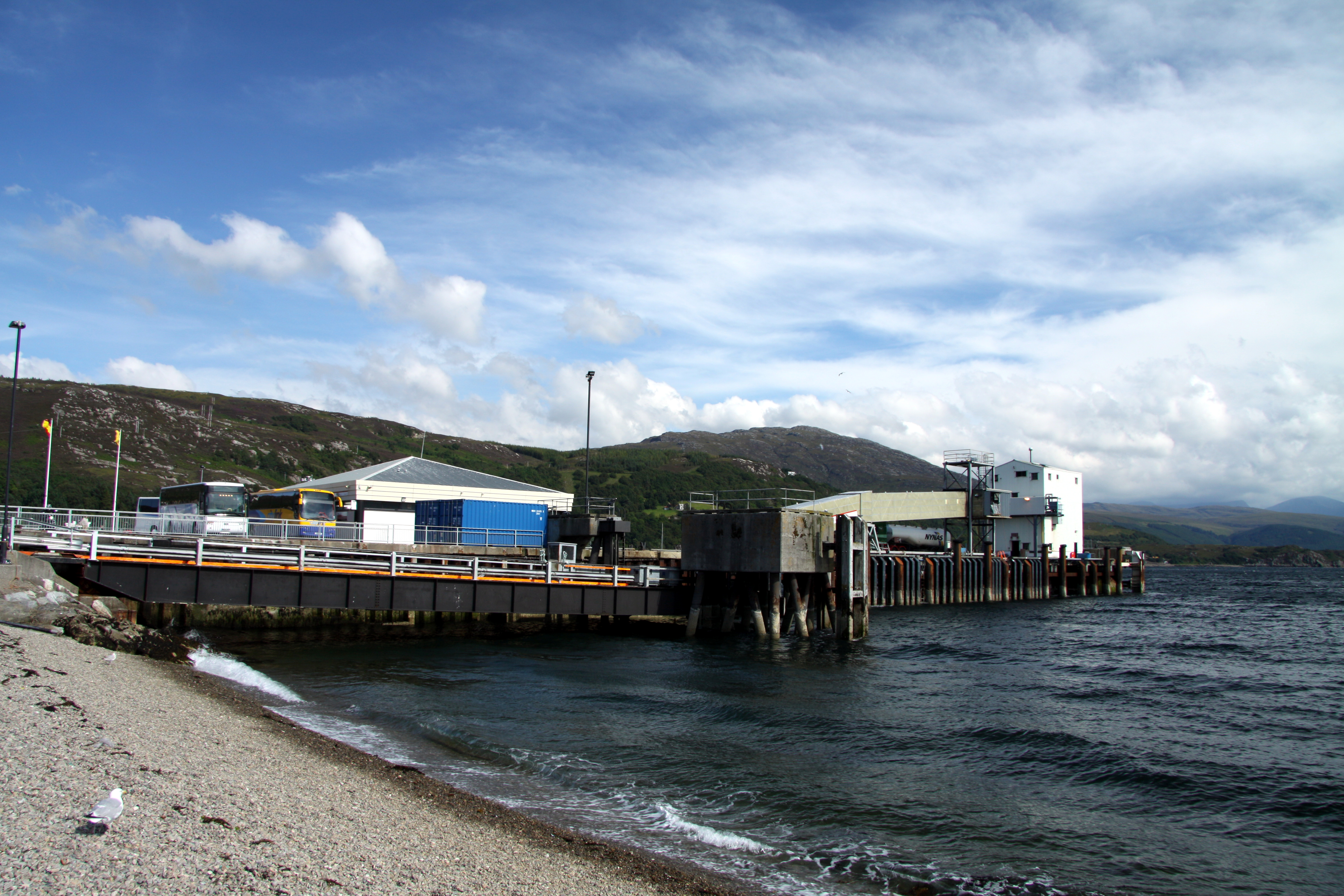
アラプール・フェリー・ターミナル（Ullapool Ferry Terminal）

- アラプールは対戦型ゲーム『Team Fortress 2』の中で、登場人物の1人デモマンの出身地とされている[8]。
- マーベル・コミック社の『X-メン』シリーズに登場するミュータントの狼人間ラーネ・シンクレア（Rahne Sinclair）は、アラプールの出身と設定されている。